# Petit Le Mans 2006
Navigation
Édition précédente Édition suivante
Le Petit Le Mans 2006, disputé le 30 septembre 2006 sur le circuit de Road Atlanta, est la neuvième édition de cette épreuve et l'avant dernier course de l'American Le Mans Series 2006. Elle est remportée par l'Audi R10 TDI no 2 pilotée par Allan McNish et Rinaldo Capello. Dans la catégorie LMP2, la Porsche RS Spyder de Penske Racing ; pilotée par Sascha Maassen, Timo Bernhard et Emmanuel Collard remporte la course.
En GT1, Aston Martin Racing l'emporte avec la DBR9 no 007 et les pilotes Daren Turner et Tomáš Enge. La no 009, pilotée par Pedro Lamy et Stéphane Sarrazin assure le doublé devant les deux Chevrolet Corvette C6.R officielles. La Porsche 911 GT3 RSR de Petersen Motorsports / White Lightning Racing, pilotée par Jörg Bergmeister, Patrick Long et Niclas Jönsson, s'impose avec deux tours d'avance sur la Ferrari F430 GTC de Risi Competizione.

## Contexte avant la course
La course se déroule sur un format de 1 000 miles ou 10 heures.

## Essais libres

### Deuxième séance, le jeudi de 19 h à 21 h
Cette séance se déroule de nuit.

## Qualifications
Les qualifications sont scindées en deux séances. La première est réservée aux catégories GT1 et GT2 a lieu entre 14 h 50 et 15 h 15 ; la seconde l'est pour les catégories LMP1 et LMP2 et a lieu entre 15 h 25 et 15 h 50.

## Warm-up
Le Warm-up, séance de roulage destiné à vérifier le bon fonctionnement des autos avant la course, a lieu le samedi de 8 h 0 à 8 h 30.

## Course

### Déroulement de l'épreuve
Parti en pole position, la Creation CA06/H no 88 mène la course durant les vingt-cinq premiers tours. Après un premier long arrêt aux stand et des ennuis de boîte de vitesses, la Creation ne peut remonter.
Peu de temps avant le début de la troisième heure, au 103e tour, la Zytek 06S officielle no 15, pilotée par Stefan Johansson, Johnny Mowlem et Haruki Kurosawa se retrouve en tête.
Peu de temps après l'entame de la sixième heure de course, la Zytek no 15, en lutte avec l'Audi de tête, reprend le commandement de l'épreuve pour dix tours. Une crevaison met à mal les efforts de Stefan Johansson, qui perd quatre tours dans cette mésaventure. Les deux Audi R10 TDI reprennent le commandement de l'épreuve, et non sans baisser de rythme, entame un duel en interne.

### Classement de la course
| Pos. | Catégorie | N°  | Écurie                                      | Pilotes                                               | Châssis                   | Moteur                            | Pneus | Tours/Abandon    |
| ---- | --------- | --- | ------------------------------------------- | ----------------------------------------------------- | ------------------------- | --------------------------------- | ----- | ---------------- |
| 1    | LMP1      | 2   | Audi Sport North America                    | Allan McNish Rinaldo Capello                          | Audi R10 TDI              | Audi TDI 5,5 L Turbo V12 (Diesel) | M     | 394              |
| 2    | LMP1      | 15  | Zytek                                       | Stefan Johansson Johnny Mowlem Haruki Kurosawa        | Zytek 06S                 | Zytek 2ZG408 4,0 L V8             | M     | 390              |
| 3    | LMP1      | 9   | Highcroft Racing                            | Duncan Dayton Vitor Meira Memo Gidley                 | MG-Lola EX257             | AER P07 2,0 L Turbo L4            | D     | 389              |
| 4    | LMP1      | 88  | Creation Autosportif                        | Nicolas Minassian Jamie Campbell-Walter Harold Primat | Creation CA06/H           | Judd GV5 S2 5,0 L V10             | M     | 388              |
| 5    | LMP2      | 6   | Penske Racing                               | Sascha Maassen Timo Bernhard Emmanuel Collard         | Porsche RS Spyder         | Porsche MR6 3,4 L V8              | M     | 386              |
| 6    | LMP2      | 7   | Penske Racing                               | Lucas Luhr Romain Dumas Mike Rockenfeller             | Porsche RS Spyder         | Porsche MR6 3,4 L V8              | M     | 385              |
| Abd. | LMP1      | 1   | Audi Sport North America                    | Frank Biela Emanuele Pirro Marco Werner               | Audi R10 TDI              | Audi TDI 5,5 L Turbo V12 (Diesel) | M     | 383 (Suspension) |
| 8    | GT1       | 007 | Aston Martin Racing                         | Darren Turner Tomáš Enge                              | Aston Martin DBR9         | Aston Martin 6,0 L V12            | P     | 374              |
| 9    | GT1       | 009 | Aston Martin Racing                         | Pedro Lamy Stéphane Sarrazin                          | Aston Martin DBR9         | Aston Martin 6,0 L V12            | P     | 373              |
| 10   | GT1       | 3   | Corvette Racing                             | Ron Fellows Johnny O'Connell Max Papis                | Chevrolet Corvette C6.R   | Chevrolet LS7.R 7,0 L V8          | M     | 372              |
| 11   | GT1       | 4   | Corvette Racing                             | Oliver Gavin Olivier Beretta Jan Magnussen            | Chevrolet Corvette C6.R   | Chevrolet LS7.R 7,0 L V8          | M     | 371              |
| 12   | LMP2      | 27  | Horag-Lista Racing                          | Fredy Lienhard Didier Theys Eric van de Poele         | Lola B05/40               | Judd XV675 3,4 L V8               | M     | 371              |
| 13   | LMP2      | 37  | Intersport Racing                           | Jon Field Clint Field Liz Halliday (en)               | Lola B05/40               | AER P07 2,0 L Turbo L4            | G     | 357              |
| 14   | GT2       | 31  | Petersen Motorsports White Lightning Racing | Jörg Bergmeister Patrick Long Niclas Jönsson          | Porsche 911 GT3 RSR (996) | Porsche 3,6 L Flat-6              | M     | 356              |
| 15   | GT2       | 61  | Risi Competizione                           | Anthony Lazzaro Maurizio Mediani Marino Franchitti    | Ferrari F430 GTC          | Ferrari 4,0 L V8                  | M     | 354              |
| 16   | GT2       | 50  | Multimatic Motorsports Team Panoz           | Scott Maxwell David Brabham Sébastien Bourdais        | Panoz Esperante GTLM      | Ford (Élan) 5,0 L V8              | P     | 352              |
| 17   | GT2       | 51  | Multimatic Motorsports Team Panoz           | Gunnar Jeannette Tom Milner Jr. Andy Lally            | Panoz Esperante GTLM      | Ford (Élan) 5,0 L V8              | P     | 351              |
| 18   | GT2       | 45  | Flying Lizard Motorsports                   | Johannes van Overbeek Joey Hand Boris Said            | Porsche 911 GT3 RSR (996) | Porsche 3,6 L Flat-6              | M     | 346              |
| Abd. | GT2       | 21  | BMW Motorsport Team PTG                     | Bill Auberlen Philipp Peter                           | BMW M3 GTR (E46)          | BMW 3,2 L L6                      | Y     | 344 (?)          |
| 20   | GT2       | 44  | Flying Lizard Motorsports                   | Seth Neiman Lonnie Pechnik Darren Law                 | Porsche 911 GT3 RSR (996) | Porsche 3,6 L Flat-6              | M     | 343              |
| 21   | GT2       | 23  | Alex Job Racing                             | Marcel Tiemann Robin Liddell Dominik Farnbacher       | Porsche 911 GT3 RSR (996) | Porsche 3,6 L Flat-6              | M     | 339              |
| Abd. | LMP2      | 22  | B-K Motosport                               | Guy Cosmo Jamie Bach Elliot Forbes-Robinson           | Courage C65               | Mazda R20B 2,0 L 3-Rotor          | K     | 309 (?)          |
| 23   | GT2       | 71  | BMW Team PTG                                | Justin Marks Bryan Sellers Ian James                  | BMW M3 GTR (E46)          | BMW 3,2 L L6                      | Y     | 304              |
| Abd. | LMP1      | 16  | Dyson Racing                                | James Weaver Andy Wallace Butch Leitzinger            | Lola B06/10               | AER P32T 3,6 L Turbo V8           | M     | 221 (?)          |
| Abd. | LMP1      | 12  | Autocon Motorsports                         | Mike Lewis Chris McMurry Bryan Willman                | Lola B01/60               | AER P07 2,0 L Turbo L4            | D     | 127 (Moteur)     |
| Abd. | LMP1      | 20  | Dyson Racing                                | Guy Smith Chris Dyson                                 | Lola B06/10               | AER P32T 3,6 L Turbo V8           | M     | 100 (Accident)   |
| Abd. | GT2       | 62  | Risi Competizione                           | Stéphane Ortelli Ralf Kelleners Markus Palttala       | Ferrari F430 GTC          | Ferrari 4,0 L V8                  | M     | 61 (Accident)    |
| Abd. | LMP2      | 19  | Van der Steur Racing                        | Gunnar van der Steur Ben Devlin Tim Greaves           | Radical SR9               | AER P07 2,0 L Turbo L4            | K     | 6 (Moteur)       |

### Statistiques et informations diverses

#### Pole position et record du tour
- Pole position : Nicolas Minassian (Creation no 88) : 1 min 10 s 829 (207,722 km/h)[3].
- Meilleur tour en course :  James Weaver (Lola no 16) : en 1 min 12 s 374 (203,287 km/h)[2],[3].

#### Tours en tête
- Creation no 88 : 25 tours (1-25)
- Audi no 1 : 107 tours (26-42 / 74-102 / 104-154 / 258-267)
- Audi no 2 : 245 tours (43-57 / 155-257 / 268-394)
- Zytek no 15 : 13 tours (58-69 / 103)
- Porsche no 7 : 4 tours (70-73)[3].

## Statistiques
Le Petit Le Mans 2006 représente :